# Рожниха
Рожниха — деревня в Тонкинском районе Нижегородской области. Входит в сельское поселение Пакалевский сельсовет.

## География
Находится на расстоянии примерно 29 километров по прямой на юго-запад от районного центра поселка Тонкино.

## История
Известна с 1790 года. В 1870 году было учтено дворов 7 и жителей 48, в 1916 году учтено дворов 30 и жителей 259, был развит лесной и извозный промысел. В период коллективизации здесь был создан колхоз «Знамя труда».

## Население
Постоянное население составляло 19 человек (русские 100 %) в 2002 году, 28 в 2010.